# Ricard Pérez Miró
Ricard Pérez Miró (Barcelona, 1938 - 4 de juliol de 2022) va ser un polític català.
Va ser batlle de Sant Vicenç dels Horts durant quinze anys, entre 1988 i 2003. Es va incorporar a l'Ajuntament de Sant Vicenç dels Horts el 1979 com a regidor del PSUC. Va ser nomenat alcalde el 1988, integrat a Iniciativa per Catalunya, i va exercir el càrrec fins al 2003, una trajectòria que el converteix en l'alcalde més longeu de Sant Vicenç dels Horts durant el darrer període democràtic. Durant el seu mandat, el municipi va viure un important desenvolupament urbanístic i es van executar projectes tan importants com el trasllat de la Foneria o la construcció del canal de desguàs pluvial per evitar les inundacions que històricament afectaven el municipi.